# Walnootbladgast
De walnootbladgast (Pseudomicrostroma juglandis) is een schimmel behorend tot de orde Microstromatales. Hij leeft saprotroof op bladeren van de Juglans (Walnoot).

## Kenmerken
Hij komt voor in kolonies aan de onderkant van het blad en veroorzaakt slecht gedefinieerde bladvlekken. De vruchtlichamen zijn zeer klein, wit en meten 320-450 µm in diameter. De basidia zijn 8,5-12,5 µm lang en 5,5-7 µm in diameter. De basidiosporen zijn ellipsoïdaal tot cilindrisch-ellipsoïdaal, hyaliene, ongesepteerd, glad, vrij dikwandig en meten (4-) 5,5-7,5 × 3-3,5 µm .

## Verspreiding
In Nederland komt de walnootbladgast uiterst zeldzaam voor.

## Foto's

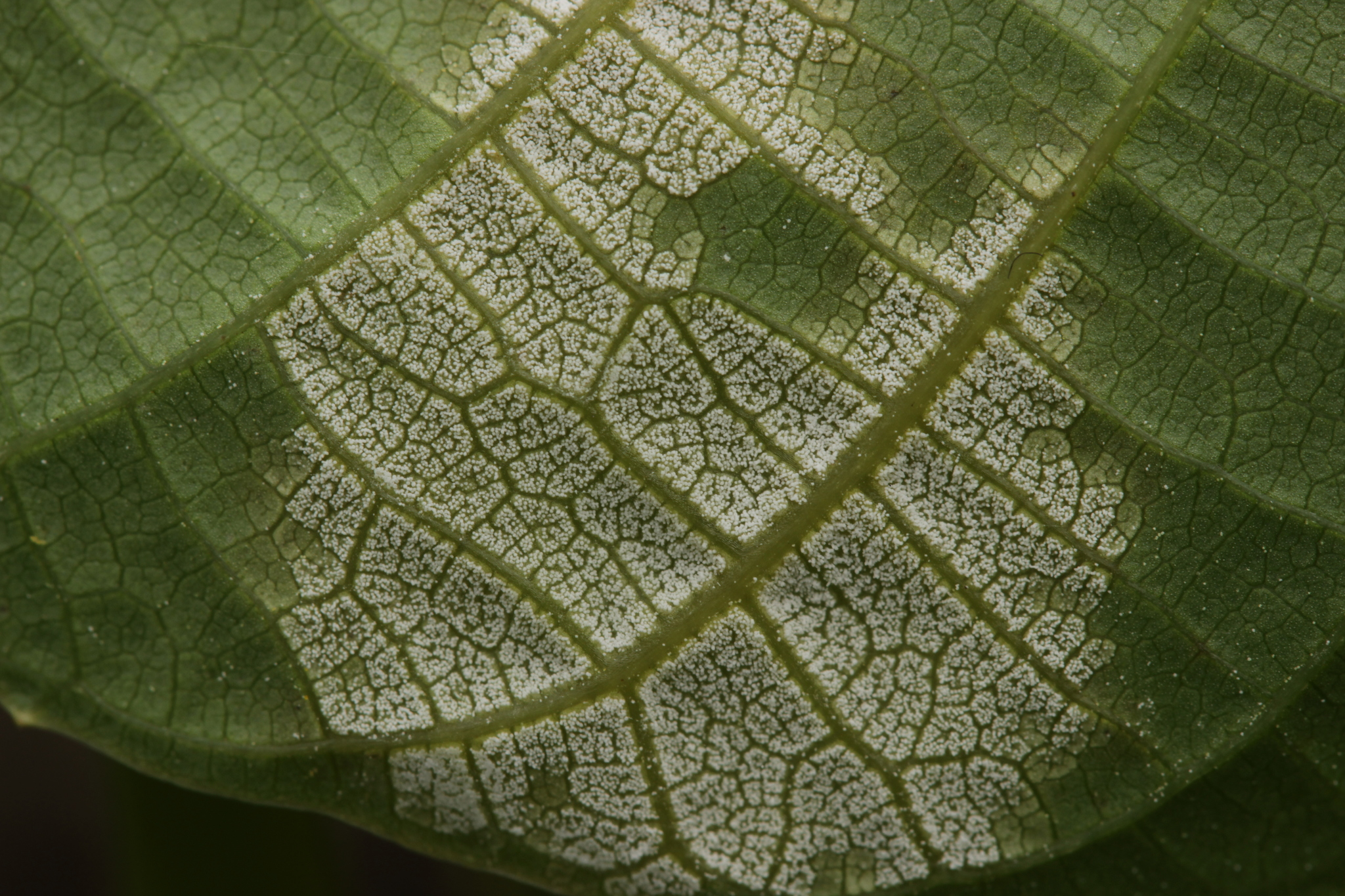
onderzijde blad
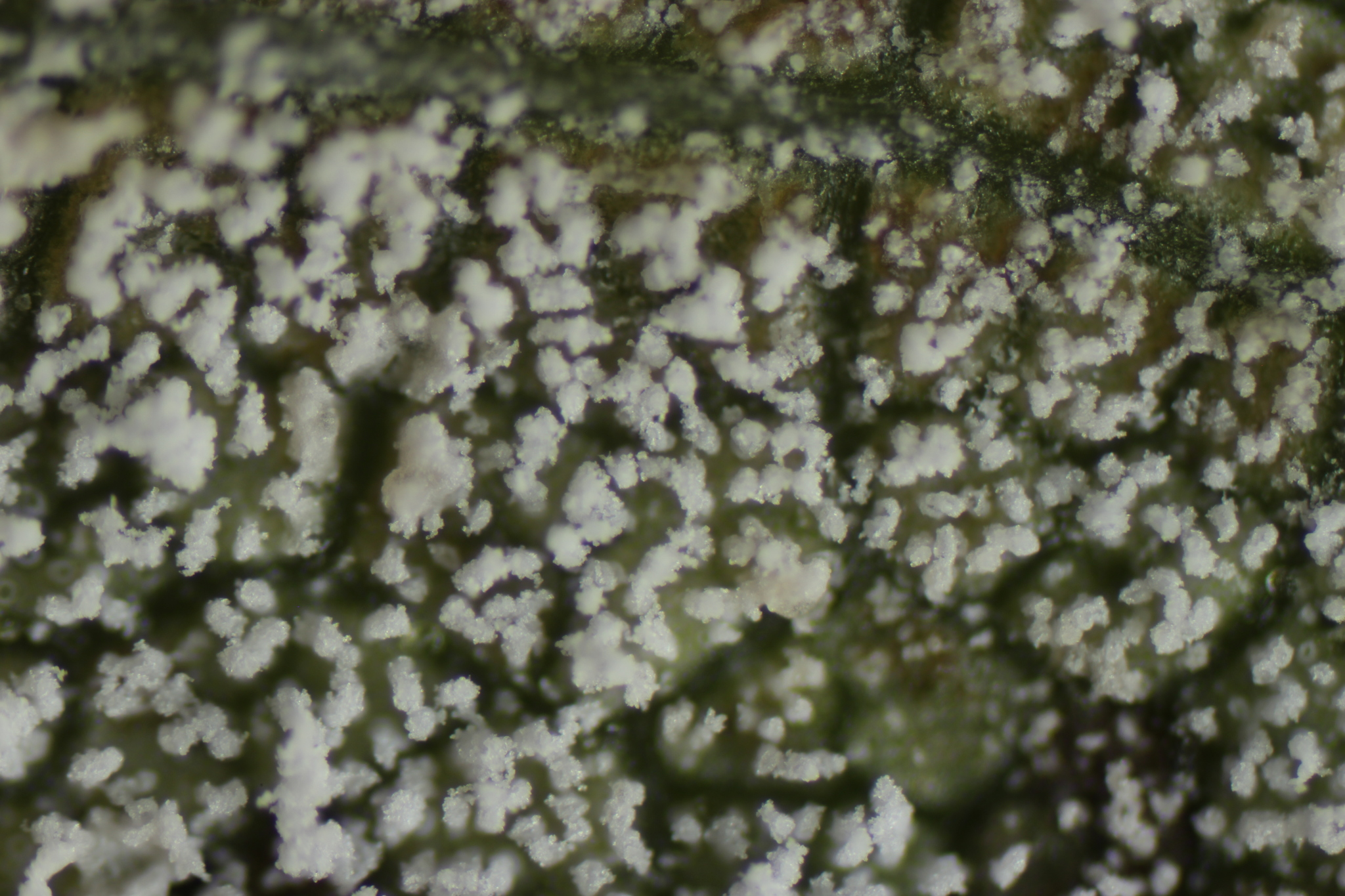
uitvergroting vruchtlichamen
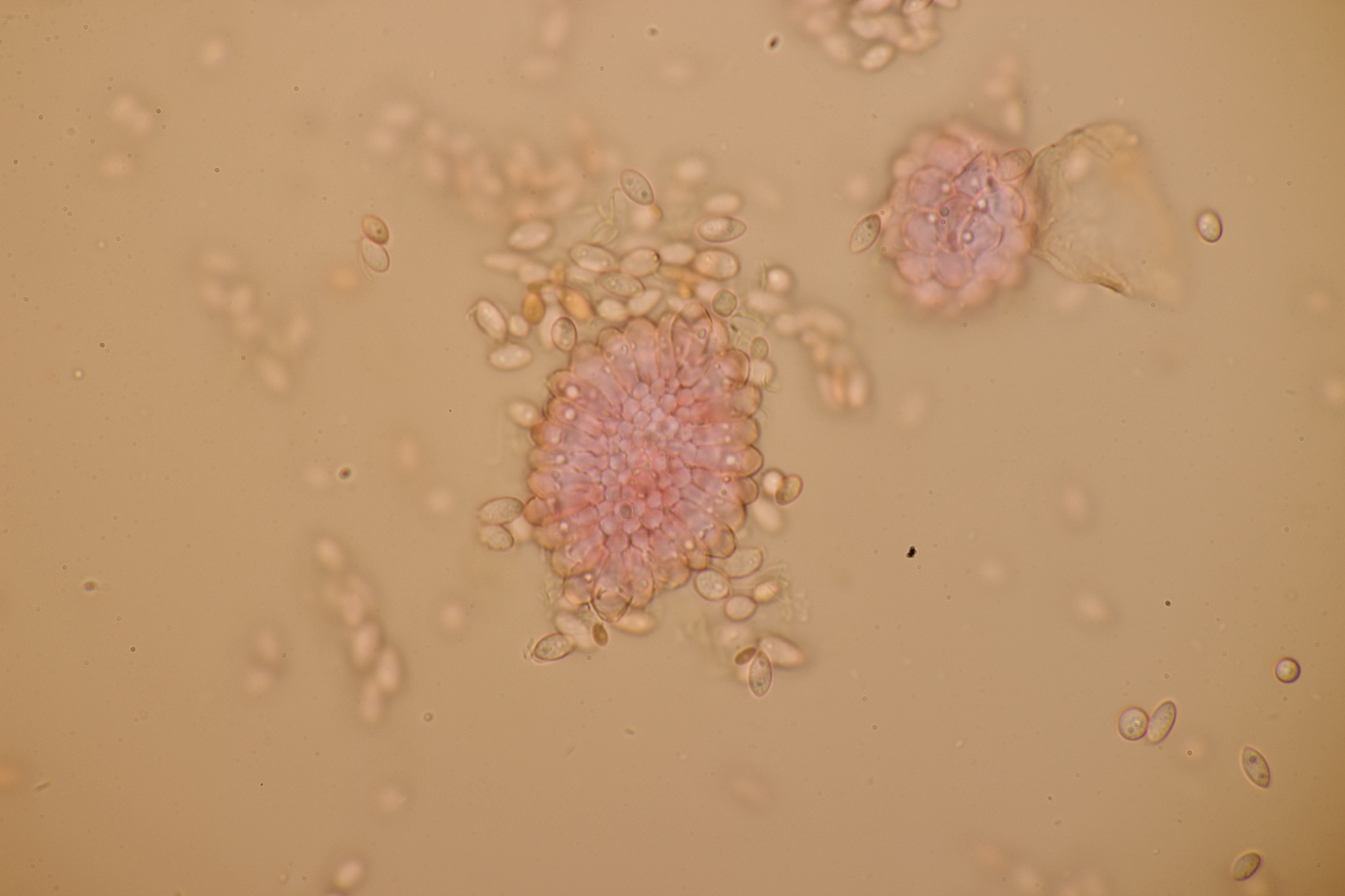
sporen
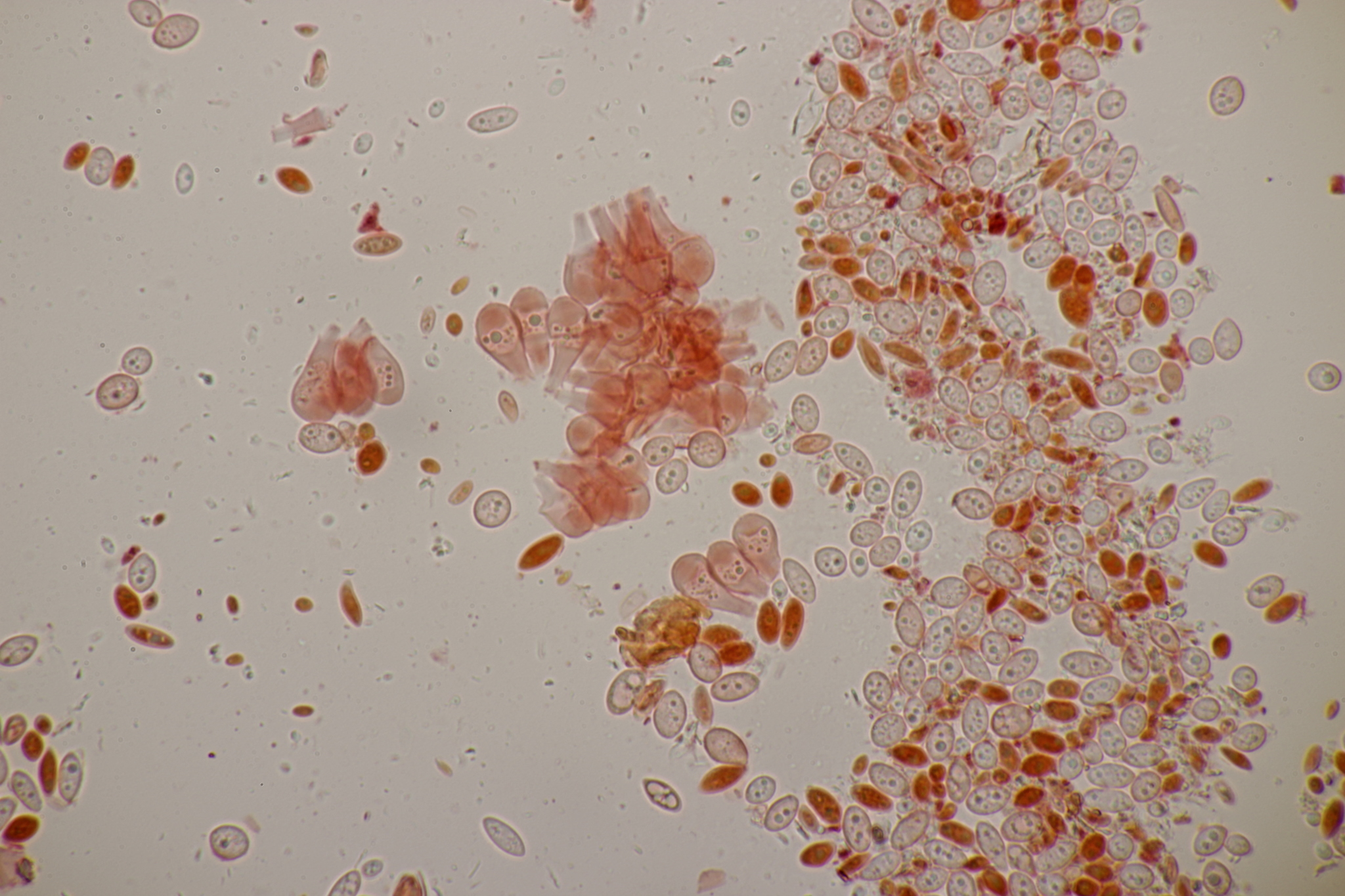